# مسجد بامنار (سبزوار)
مسجد بامنار (بالفارسية: مسجد پامنار) مرتبط بالدولة الصفوية ويقع في سبزوار، محافظة خراسان رضوي بإيران.